# Manuel Lopes Rodrigues
Manuel Lopes Rodrigues (Salvador, 31 de dezembro de 1860 — Salvador, 22 de outubro de 1917) foi um pintor brasileiro do realismo. 

## Formação e ambiente artístico

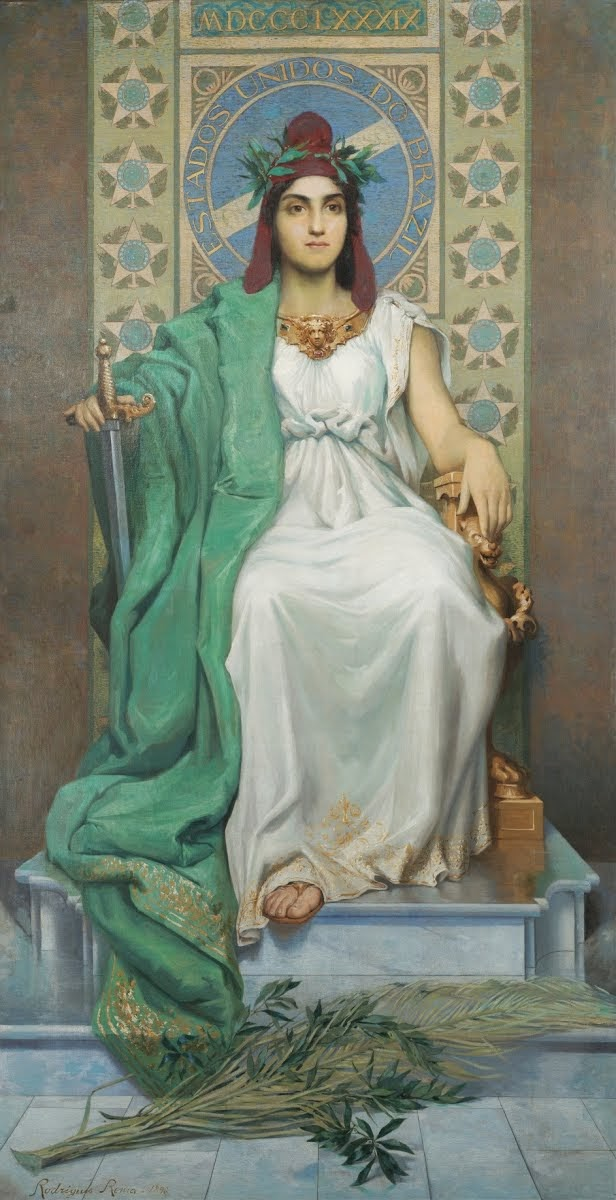
Alegoria da República, 1896. Óleo sobre tela, 230 x 120 cm.
Salvador, Museu de Arte da Bahia.

Nascido no bairro de Nazaré, na rua Fonte Nova do Desterro, era filho de João Francisco Lopes Rodrigues, pintor, de quem recebeu as primeiras lições artísticas, vindo depois a tê-las de Miguel Navarro Cañizares no Liceu de Artes e Ofícios.
Ali, ainda como estudante, fundou, ao lado de colegas e de Cañizares, a Academia de Belas Artes da Bahia, em 1880. Além de aluno, atuou como secretário do Liceu.
Em meados de 1882 mudou-se para o Rio de Janeiro, apresentando-se como professor de desenho e também como retratista; ali solicitou ingresso como aluno de pintura histórica na Academia Imperial de Belas Artes, mas não há registro de que tenha frequentado ao curso. Foi pensionista do imperador Dom Pedro II e do governo republicano. Dois anos depois participa das exposições Geral de Belas Artes e Científica Brasileira (nesta última, com suas ilustrações para a obra de anatomia de José Pereira Guimarães), obtendo menção honrosa nas duas.
No ano de 1886 decide morar em Paris, saindo do Brasil e ficando por dez anos na Europa. Em Paris, estudou com Jules Joseph Lefebvre e Rafael Collin; três anos depois participa com trabalhos na Exposição Universal de 1889 na capital francesa; em 1890, 1892, 1894 e 1895 tem trabalhos selecionados para o Salon des Artistes Français e nas edições de 1894 e 1896 da Exposição Geral de Belas Artes, no Rio, obtendo nesta última a medalha de ouro de terceira classe; no ano anterior havia realizado, em Salvador, uma mostra retrospectiva de seu trabalho, na Escola de Belas Artes e neste mesmo ano muda-se de forma definitiva para a Salvador natal, onde realiza trabalhos sob encomenda e dirige artisticamente a publicação "O Álbum". Já em 1890 havia se tornado, junto a Oscar Pereira da Silva e a João Ludovico Berna, pensionista do governo.
Em 1917, ano de sua morte, foi um dos organizadores da "Sociedade Propagadora de Belas Artes de Salvador".

## Magistério
Foi nomeado professor do Liceu baiano e, mais tarde, da Escola de Belas Artes. Dentre seus alunos que mais se destacaram, por quem tinha efetivamente predileção e amizade, conta-se Prisciliano Silva, um dos maiores expoentes da pintura baiana na primeira metade do século XX.
Em 1905 Prisciliano vai estudar em Paris, por sua indicação e recomendações. Sobre ele o mestre registrou, em 1908:
“Seguiu um rumo especial escolhido pelo seu talento. Filiou-se à escola nova e voltou impressionista a valer. Seus estudos mostram a preferência pelo ar livre, mas os seus interiores mostram-no ousado dos segredos das paletas ricas em recursos. Seu desenho é vigoroso e certo; as duas qualidades principais do artista”.
O discípulo ingressara no Liceu em 1896, e em 1899 chegou a copiar, escondido, um dos quadros do mestre. Sobre ele, escreveu o mestre, ainda:
“Talvez então, o neurastênico que eu sou, orgulhoso de ter descoberto, contente de o ter visto trabalhador e honesto, lhe atire com as flores sinceras do meu aplauso o que a vaidade puder me dar de eloqüência entusiasta do meu amor de Mestre, afirmando-lhe: Não me enganei!”.

## Trabalhos
Mudou-se por cerca de três anos, para o Rio de Janeiro (de 1882 a 85), quando executa, junto ao escritor Vale Cabral, parte da "Exposição Médica Brasileira", escreve em jornais crítica artística e produz ilustrações médicas, fase considerada como "realismo médico".
Sua crônica acerca da exposição revelava que não possuía apenas talento artístico plástico, mas considerável erudição, senso crítico e, até, espírito jornalístico. Na Bahia, continua escrevendo, eventualmente, em publicações culturais.

## Frustração artística
Apesar de farta produção, ressentiu-se toda a vida do reconhecimento devido. A crônica da época registra que, após sua morte, amigos e discípulos tiveram que organizar uma mostra com cinco dezenas de seus quadros, a fim de auxiliar a família do artista.

## Obras

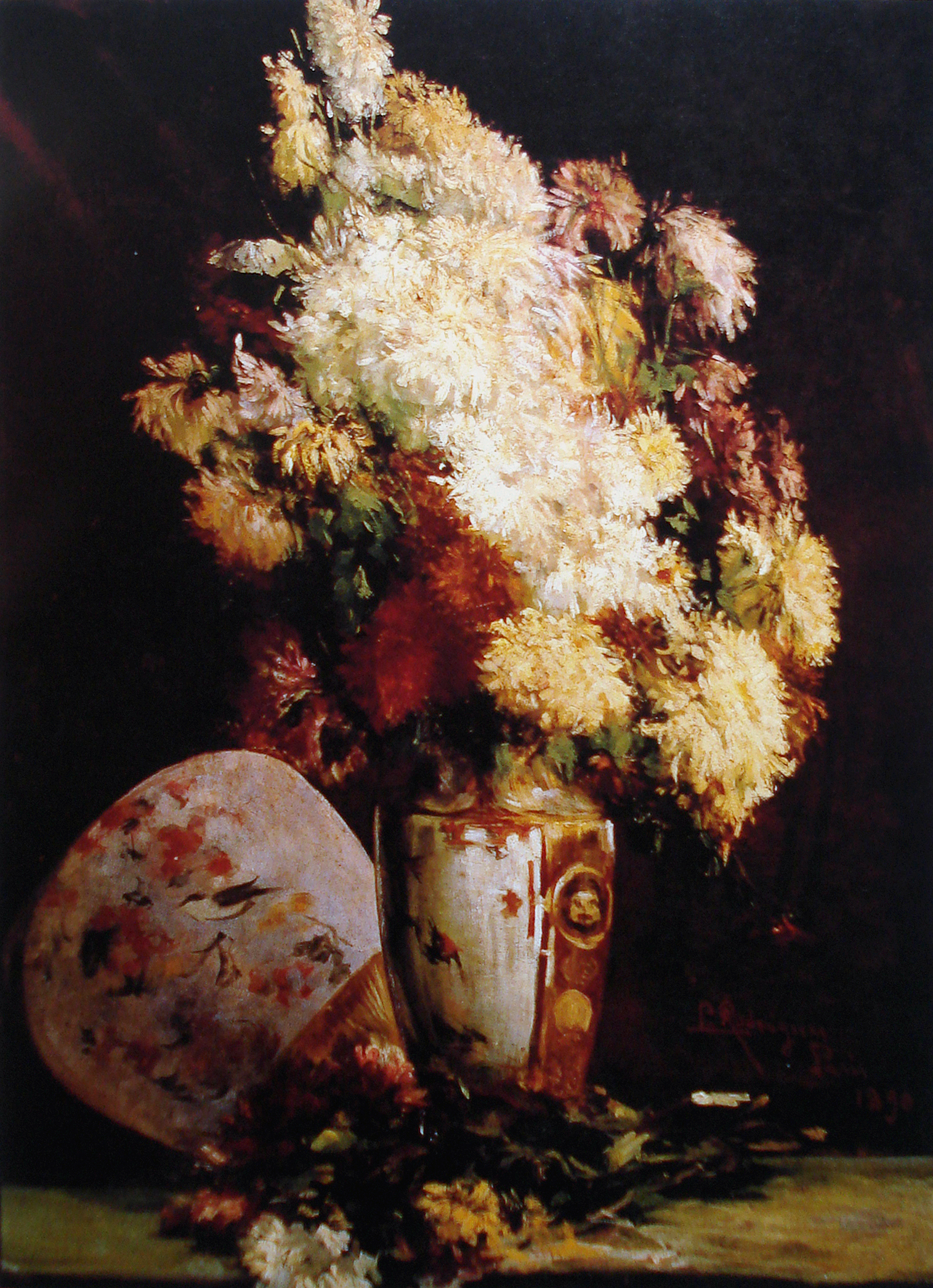
Natureza morta, 1890. Museu de Arte da Bahia

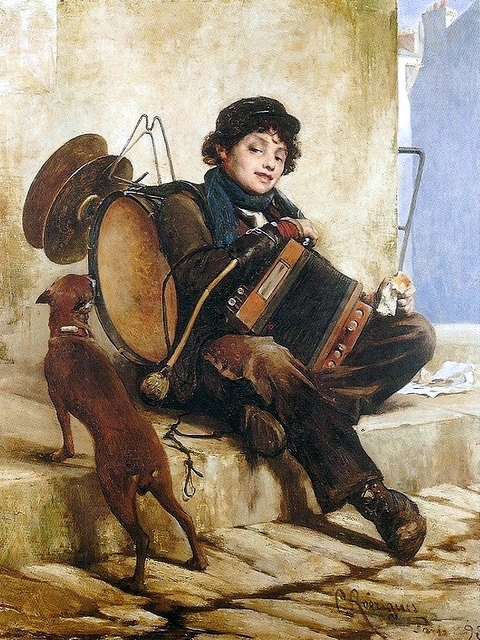
Orquestra Ambulante

Muitos de seus quadros e pinturas permanecem na cidade natal do pintor. O Museu de Arte da Bahia (MAB) possui algumas obras do mestre em seu acervo, dentre as quais "Dois Véus", retratando o pranto de duas mulheres, numa sala que lhe leva o nome.

### Ilustrações
Ilustrou as seguintes obras:
- Atlas de Moléstias da Pele, de Silva Araújo;
- Atlas de Moléstias das Crianças, de Moncorvo;
- Atlas da Clínica de Olhos, de Moura Brasil;
- Atlas da Clínica de Morféticos, de José Lourenço de Magalhães

### Quadros
- Aquarelas de anatomia, para a Escola de Medicina do Rio de Janeiro.
- Dois véus (tela, 1890 – 1,93 x 1,45) - MAB
- Paisagem Romana (tela, s/d – 0,78 x 0,98) - MAB
- Nu (tela, Paris, 1899 – 0,19 x 0,38) - MAB
- O Adeus (considerada sua obra-prima, tela) – MAB
- La Boheme (tela, cópia do original de Franz Hals) - MAB
- Interior de Casa Baiana - MAB
- Interior da Capela do Castelo de Vitrè (1900) - MAB
- Boas Notícias - MAB
- A Carta - MAB
- Paisagem do Rio Sena (1892) - MAB
- Procissão na Bretanha ((1888) - MAB
- Orquestra Ambulante (1898) - MAB
- A República (1896, Roma, 2,30 x 1,20) – MAB
- Natureza Morta Flores (1890) - MAB
  - No Museu Nacional de Belas Artes – Rio de Janeiro:
- Cabeça de Cão (tela, 0,340 x 0,260)
- Natureza morta (tela, 0,460 x 0,560)
- Cozinha Bretã (tela, 0,620 x 0,470)
- Fundo de Quintal
- Autorretrato
- Retrato da vovó
- A Forja
- Quintal

### Dois Véus

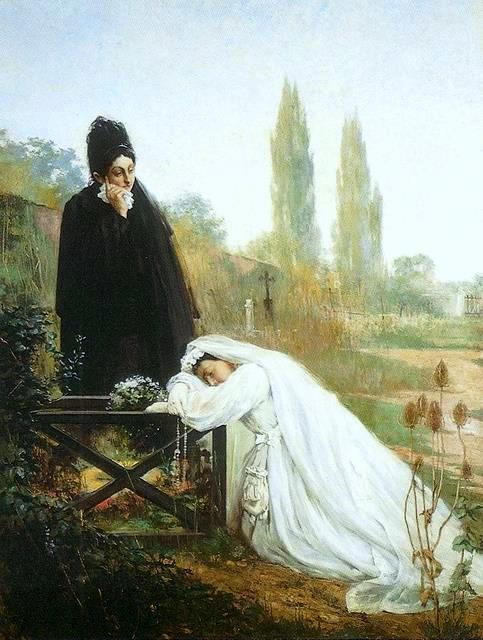

O cenário retratado mostra em primeiro plano duas figuras femininas, mãe e filha, que choram a morte do ente querido, expressando sua dor. A mãe encontra-se de pé, com suas vestes negras, com lenço na mão direita próximo ao rosto. Enquanto isso, a filha é retratada ajoelhada, debruçando o rosto e braços sobre a grade do túmulo, vestida de branco em traje de primeira comunhão. Tem à sua mão esquerda, um ramo de flores, e à sua mão direita um rosário. A passagem ocorre no cemitério, tendo uma paisagem como cenário de fundo, destacando-se dois grandes ciprestes.

### A República
A obra retrata o convencionalismo típico do gênero, reforçado pelo Positivismo. Tal figura feminina foi utilizada para representar a República, como símbolo da humanidade e liberdade, com inspiração na declamação da república francesa. Ela está sentada em alta cadeira e em sua mão direita encontra-se uma espada.
Esta obra foi encomendada pela Assembleia Geral da Bahia em fins de 1895. Foi solicitada uma grande composição alegórica à República, que seria colocada no novo Palácio do Governo. Manuel Rodrigues recebeu três mil francos para pintá-la.

## Homenagens
No bairro de Pirajussara, na Capital do Estado de São Paulo a rua Manuel Lopes Rodrigues, Código de Endereçamento Postal 05790-360, homenageia o ilustre pintor.